# دون باريش
دون باريش (بالإنجليزية: Don Parrish)‏ هو لاعب كرة قدم أمريكية أمريكي، ولد في 6 أبريل 1955 في تالاهاسي في الولايات المتحدة.

## وصلات خارجية
- دون باريش على موقع مرجع كرة القدم المحترفة.كوم (الإنجليزية)